# Conrad Magnusson
Conrad Emanuel Magnusson (* 18. August 1874 in Kristiania, Norwegen; † 14. September 1924 in Chicago, Illinois) war ein US-amerikanischer Tauzieher.
Magnusson wurde in Norwegen geboren, wanderte aber schon früh nach Amerika aus. Er war Mitglied des Vereins Milwaukee Athletic Club, der an den Olympischen Spielen 1904 in St. Louis teilnahm und im Finale des Tauziehen-Wettbewerbs gegen den Southwest Turnverein of St. Louis gewinnen konnte.